# Strada statale 35 bis dei Giovi
La strada statale 35 bis dei Giovi (SS 35 bis) era una strada statale italiana che collegava Serravalle Scrivia a Spinetta Marengo, frazione di Alessandria.

## Storia
La strada fu istituita nel 1928 come diramazione della strada statale 35 dei Giovi.
In seguito al decreto legislativo n. 112 del 1998, dal 2001 la strada fu declassificata e ceduta alla regione Piemonte, che ne affidò la gestione alla provincia di Alessandria.

## Percorso
La strada si dirama dalla strada statale 35 dei Giovi a nord di Serravalle Scrivia, nei pressi del casello dell'autostrada A7.
Attraversato il complesso commerciale del Serravalle Designer Outlet, tocca il comune di Novi Ligure, successivamente raggiunge Pozzolo Formigaro, e dopo alcuni chilometri da quest'ultimo, si congiunge con la strada statale 10 Padana Inferiore, avendo la possibilità, tramite un cavalcavia, di raggiungere Alessandria in un senso e Milano e Piacenza nell'altro.